# IPhone SE (2e génération)
Pour les articles homonymes, voir IPhone SE.
L'iPhone SE de deuxième génération, également appelé iPhone SE 2 ou iPhone SE 2020 est un smartphone, modèle de la 13e génération d'iPhone d'Apple. Il est annoncé le 15 avril 2020, succédant à l'iPhone 8 et à l'iPhone SE 1. Il est disponible en précommande le 17 avril 2020 et est commercialisé à partir du 24 avril 2020.
Ses dimensions sont égales à l'iPhone 8 tout en reprenant certains composants de l'iPhone 11, notamment le système sur une puce Apple A13 Bionic qui permet au téléphone d'utiliser le mode portrait avec un seul objectif grand angle, comme sur l'iPhone XR. Il est également doté de la nouvelle génération de photos Smart HDR-2, qui sont présentées comme étant meilleures que les photos Smart HDR de l'iPhone XS et de l'iPhone XR.

## Lancement
Le smartphone fait l'objet de rumeurs depuis 2017, année suivant la sortie de son prédécesseur. Le nom fait également l'objet de rumeurs. Les suppositions comprennent iPhone SE 2, iPhone SE 2020 et iPhone 9 en raison de sa ressemblance avec l'iPhone 8.
Le 15 avril 2020, il est annoncé dans une note de presse sur le site de la société américaine Apple. Il est commercialisé comme étant « un nouveau smartphone puissant dans une conception populaire », et est commercialisé dans le monde entier le 24 avril 2020.

## Fin de commercialisation
Apple met fin à sa commercialisation lors de l’annonce de l’iPhone SE (3e génération) le 8 mars 2022.

## Composition

### Écran
Son écran est un écran Retina de 4,7 pouces avec une définition de 1 334 × 750 pixels.
Ils sont dotés de la fonction True Tone qui permet d'ajuster automatiquement l'écran en fonction de la lumière ambiante. Ils peuvent lire du contenu HDR et Dolby Cinema même s'ils ne disposent pas d'un écran HDR, en transposant le contenu sur l'écran tout en améliorant la gamme dynamique, le contraste et la gamme de couleurs par rapport au contenu standard.

### Appareil photo
L'« appareil photo » de 12 Mpx est doté d'une ouverture f/1,8, une mise au point automatique et une stabilisation d'image optique capable de capter des vidéos en 4K jusqu'à 60 images par seconde et une qualité allant jusqu'à 1 080 p.

### Processeur et mémoire

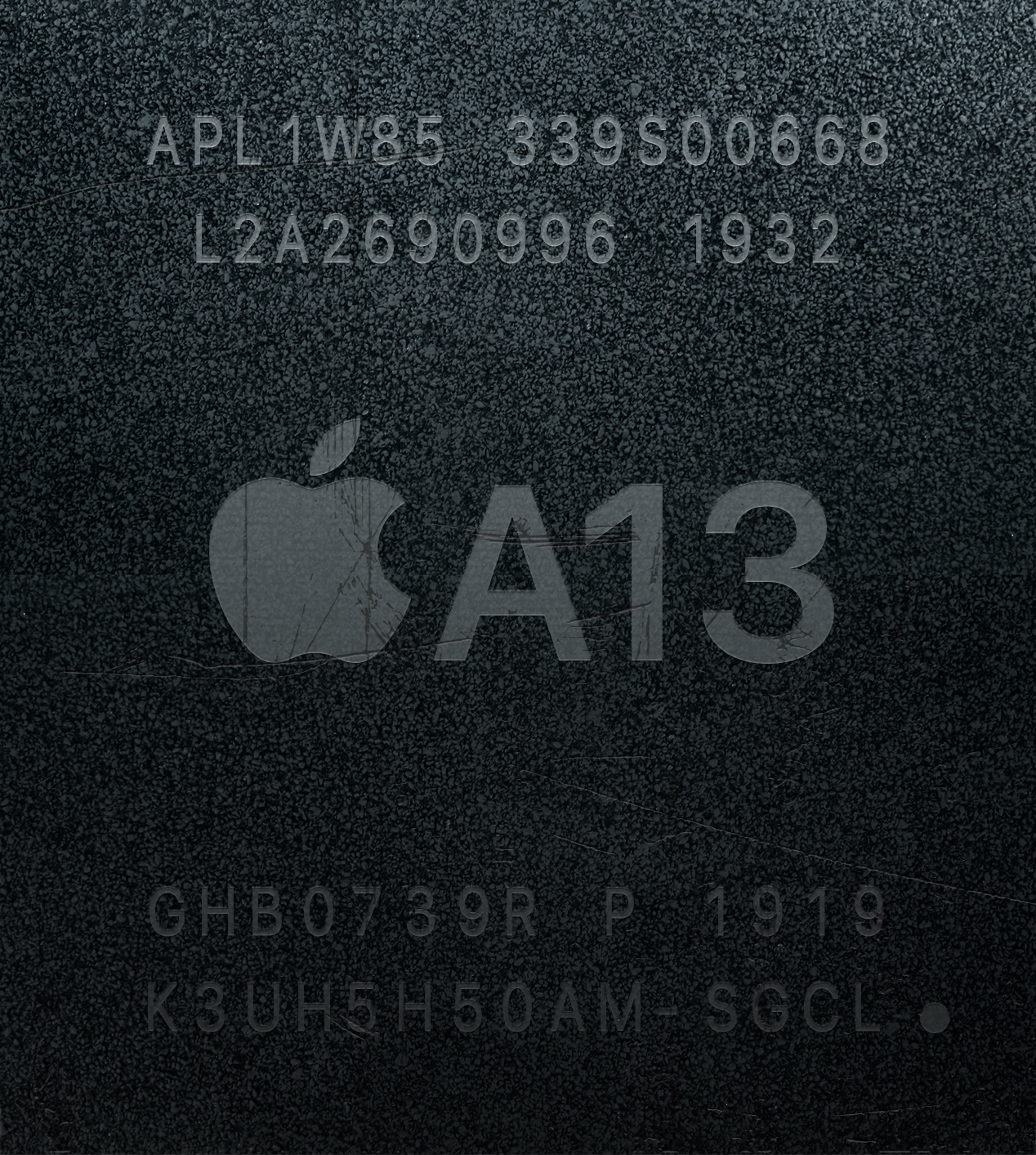
Vue de la puce Apple A13 Bionic.

Le smartphone incorpore le SoC Apple A13 Bionic avec un coprocesseur de mouvement M13 intégré et un moteur neuronal de troisième génération.
Ses options de stockage sont de 64 Go, 128 Go et 256 Go.

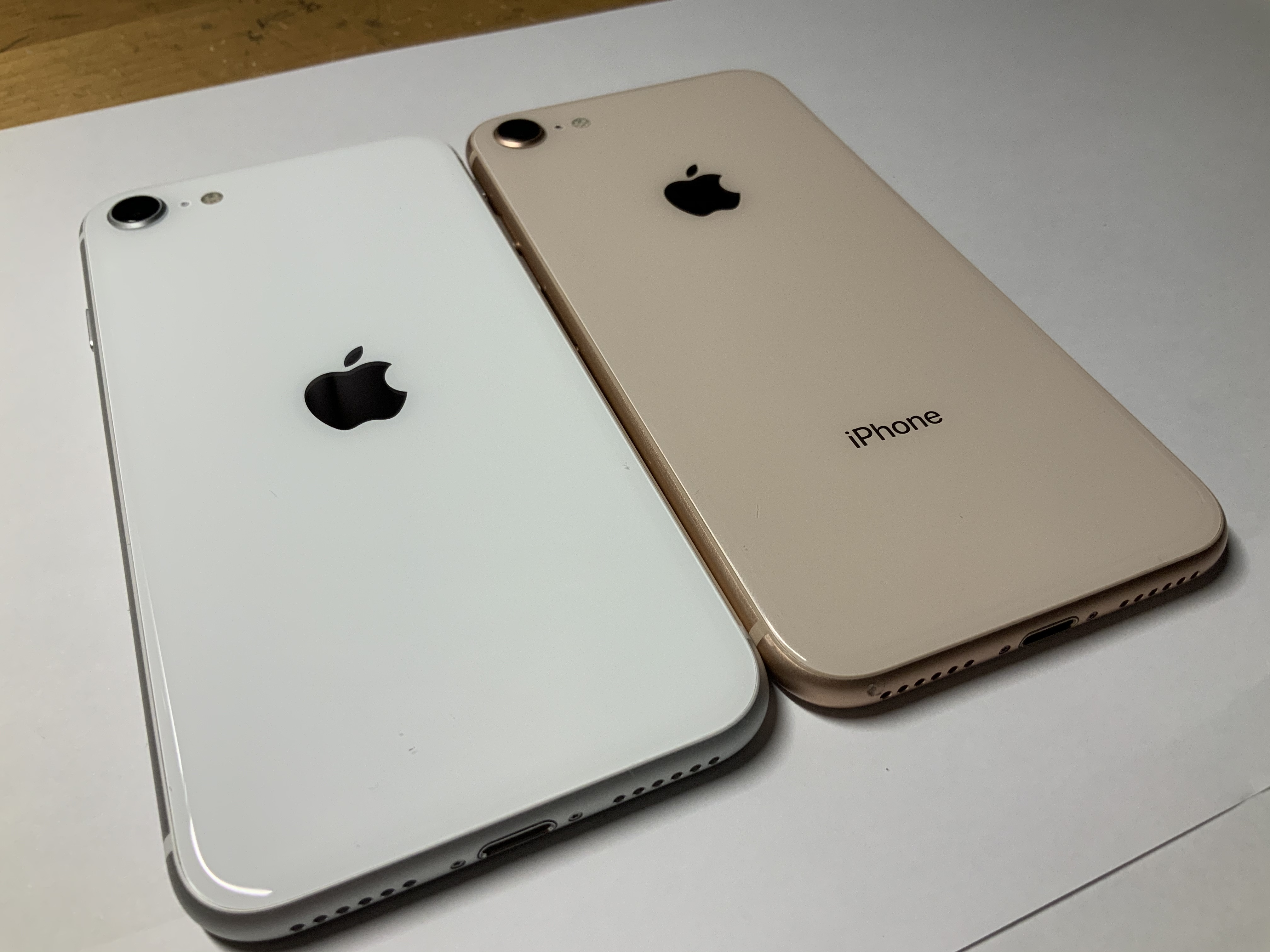
iPhone SE 2e génération (à gauche), à côté d'un iPhone 8.

## Conception
Le smartphone est doté d'un cadre en aluminium, associé à une face avant et arrière en verre. Ses dimensions sont identiques à celles de l'iPhone 8 à l'exception du logo Apple qui est centré et de la suppression de la marque iPhone sous le logo. Par conséquent, les coques téléphoniques conçus pour l'iPhone 8 conviennent également à l'iPhone SE,. Le téléphone est classé IP67 pour sa résistance à l'eau et à la poussière.

## Logiciel
Il est doté du système d'exploitation iOS 13 prenant en charge Apple Pay et Apple Card et supporte la mise à jour IOS 18.

## Impact environnemental
Selon un rapport d'Apple sur le cycle de vie des smartphones, l'iPhone SE 2 dépense environ 57 kg de CO2.